# Burmomyrma
Burmomyrma rossi
Genre
Espèce
Burmomyrma est un genre éteint de petites guêpes myrmécomorphes de la famille (éteinte) des Falsiformicidae. Ce genre n'est représenté que par une seule espèce, Burmomyrma rossi, connue à partir d'un seul fossile du milieu du Crétacé découvert en Birmanie.

## Histoire et classification
Burmomyrma n'est connu que par un fossile adulte, l'holotype, spécimen numéro BMNH 19125. Ce spécimen a été collecté au début des années 1900 et déposé au Musée d'histoire naturelle de Londres, mais sa description n'a eu lieu que près de 80 ans plus tard. Le spécimen holotype est une femelle adulte presque complète conservée sous forme d'inclusion dans des morceaux transparents d'ambre de Birmanie jaune foncé et relativement translucide. Cet ambre a été récupéré dans un gisement de l'État kachin, dans le Nord de la Birmanie. Il a été daté par radiométrie à l'uranium-plomb, donnant un âge d'environ 99 millions d'années, proche de la limite entre l'Aptien et le Cénomanien.
Le fossile a d'abord été étudié par le paléoentomologiste russe Gennady Mikhaïlovitch Dlussky (d) (1937–2014)de l'Université d'État de Moscou. La description de type du nouveau genre et de la nouvelle espèce a été publiée par Dlussky en 1996 dans le Paleontological Journal. Le nom de genre Burmomyrma est une combinaison des mots « Burma » (en anglais « Birmanie », où le fossile a été trouvé), et du grec ancien  « myrmica » qui signifie « fourmi ». L'épithète spécifique rossi a été donné en l'honneur du paléoentomologiste britannique Andrew J. Ross (d). Les structures de la taille et des ailes ont conduit Dlussky à placer provisoirement Burmomyrma dans la sous-famille des Aneuretinae. En raison de la nature incomplète du fossile, le genre n'a été attribué à aucune de ses tribus, étant laissé incertae sedis. Ce placement a été suivi par d'autres auteurs, notamment lors de la révision de la famille par l'entomologiste Barry Bolton en 2003. Dans une révision des formicidés de 2015, Brendon E. Boudinot (d) a noté que les caractéristiques répertoriées par Dlussky pour l'inclusion de Burmomyrma parmi les Aneuretinae sont pléisiomorphes, se trouvant dans plusieurs sous-familles de fourmis, et que le placement du genre dans plusieurs autres sous-familles était possible. Cependant, Boudinot n'a fait aucun changement taxonomique, laissant Burmomyrma parmi les Aneuretinae.
En 2018, une révision a révélé que ce genre n'était pas une fourmi, mais une guêpe imitant les fourmis de la famille des Falsiformicidae, comme deux autres genres connus dans l'ambre de Taïmyr.

## Description
L'unique spécimen de Burmomyrma est incomplet et en mauvais état de conservation générale : les antennes, la tête et une partie du thorax manquent sur le bord du fragment d'ambre. Dans l'ensemble, on estime que le corps complet de cette femelle aurait été long d'environ 3 mm, avec un thorax d'environ 1 mm.
L'abdomen n'est pas resserré, montrant une articulation entre les premier et deuxième segments, et les premiers segments arborent un certain nombre de poils dressés courts. Le dard a une légère courbure ascendante distincte et est globalement court. La taille est composée d'un seul segment, un pétiole nodoforme présentant une zone frontale cylindrique et une zone postérieure rétrécie. La nervation de l'aile antérieure montre un manque de cellules fermées formées par des veines. Ce pétiole et les ailes antérieures sont des caractères distinctifs.